# Championnat d'Inde de football 2017
Ne doit pas être confondu avec Indian Super League 2017-2018.
Navigation
Saison précédente Saison suivante
La saison 2017 du championnat d'Inde de football est la 21e édition du championnat national de première division indienne. Les équipes sont regroupées au sein d'une poule unique, où elles rencontrent leurs adversaires deux fois, à domicile et à l'extérieur. À l'issue du championnat, le dernier du classement est relégué et remplacé par le meilleur club de deuxième division. 
Plusieurs changements ont eu lieu au niveau de la liste des clubs engagés. Tout d'abord, le champion de deuxième division Dempo Sports Club devait jouer en première division mais plusieurs clubs de Goa (Salgaocar et SC Goa) renoncent à y participer à cause de différends avec la AIFF. Par conséquent, Churchill Brothers, Chennai City et Minerva Punjab sont qualifiés pour la première division.
Aizawl Football Club est champion pour la première fois de son histoire.

## Les clubs participants
- Bengaluru FC
- Mumbai FC
- East Bengal
- Mohun Bagan
- Chennai City FC  - Promu de D2
- Aizawl
- Churchill Brothers - Promu de D2
- DSK Shivajians
- Shillong Lajong
- Minerva Punjab - Promu de D2

## Compétition
Le classement est établi sur le barème de points classique (victoire à 3 points, match nul à 1, défaite à 0).

### Classement
| Rang | Équipe                 | Pts | J  | G  | N | P | Bp | Bc | Diff |
| ---- | ---------------------- | --- | -- | -- | - | - | -- | -- | ---- |
| 1    | Aizawl                 | 37  | 18 | 11 | 4 | 3 | 24 | 14 | +10  |
| 2    | Mohun Bagan            | 36  | 18 | 10 | 6 | 2 | 27 | 12 | +15  |
| 3    | Kingfisher East Bengal | 33  | 18 | 10 | 3 | 5 | 33 | 15 | +18  |
| 4    | Bengaluru FC'T'C       | 30  | 18 | 8  | 6 | 4 | 30 | 15 | +15  |
| 5    | Shillong Lajong        | 26  | 18 | 7  | 5 | 6 | 24 | 23 | +1   |
| 6    | Churchill Brothers P   | 20  | 18 | 5  | 5 | 8 | 24 | 28 | -4   |
| 7    | DSK Shivajians         | 18  | 18 | 4  | 6 | 8 | 22 | 30 | -8   |
| 8    | Chennai City FCP       | 17  | 18 | 4  | 5 | 9 | 15 | 29 | -14  |
| 9    | Minerva Punjab P       | 13  | 18 | 2  | 7 | 9 | 17 | 33 | -16  |
| 10   | Mumbai FC              | 13  | 18 | 2  | 7 | 9 | 9  | 28 | -19  |

|  | Qualification pour la Ligue des champions de l'AFC 2018                             |
|  | Qualification pour la Coupe de l'AFC 2018                                           |
|  | Relégation directe en deuxième division                                             |
|  | T : Tenant du titre C : Vainqueur de la Coupe d'Inde P : Promu de deuxième division |

## Bilan de la saison
| Championnat d'Inde de football 2017 |                      |
| Champion                            | Aizawl (1er titre)   |
| Coupes et trophées                  |                      |
| Vainqueur de la Coupe d'Inde 2017   | Bengaluru FC         |
| Qualifications continentales        |                      |
| Ligue des champions de l'AFC 2018   | Aizawl               |
| Coupe de l'AFC 2018                 | Bengaluru FC         |
| Promotions et relégations           |                      |
| Promus en I-League                  | NEROCA Football Club |
| Relégués en I-League 2e division    | Mumbai Football Club |